# Are (Tori)
Are (Duits: Arrohof) is een plaats in de Estlandse gemeente Tori, provincie Pärnumaa. De plaats heeft de status van vlek (Estisch: alevik).
De plaats was tot in oktober 2017 de hoofdplaats van de gemeente Are. In die maand werd Are bij de gemeente Tori gevoegd.

## Bevolking
De ontwikkeling van het aantal inwoners blijkt uit het volgende staatje:
| Jaar            | 2000 | 2011 | 2021 |
| --------------- | ---- | ---- | ---- |
| Aantal inwoners | 491  | 406  | 419  |

## Geschiedenis
Met het dorp Arrasz, dat in 1500 werd genoemd, wordt vermoedelijk Are bedoeld. In 1534 stond Are bekend als Errhe, in 1601 als Arre en in 1797 als Arrekül. Een landgoed Arrohof werd rond 1680 gesticht. In de 18e eeuw werd het landgoed verplaatst naar Lehtmetsa, een inmiddels verdwenen dorp. De horigen op het landgoed gingen mee. Het dorp Are bleef achter. Daaruit zijn de vlek Are en de dorpen Niidu en Eavere voortgekomen.
De plaatselijke school dateert uit 1829.